# Leslie Benzies
Leslie Peter Benzies (ur. 17 stycznia 1971 w Aberdeen) – brytyjski producent gier komputerowych oraz były prezes Rockstar North, spółki będącej częścią Rockstar Games. Był producentem serii Grand Theft Auto, którą zajmował się od części Grand Theft Auto III.

## Życiorys
Leslie urodził się w Aberdeen, lecz przeniósł się do Elgin, gdy był młody. Gdy miał 11 lat, jego ojciec Leonard zakupił komputer Dragon 32. Niedługo nauczył się programowania oraz napisał swoją pierwszą grę. Zdecydował się związać swoją przyszłość z komputerami.
W ramach brytyjskiego studia DMA Design zaprogramował grę na Nintendo 64 o tytule Space Station Silicon Valley (1998), po czym dołączył do zespołu odpowiedzialnego za serię Grand Theft Auto. Był odpowiedzialny m.in. za sukces Grand Theft Auto III (2001), przy której figurował jako producent; na tym stanowisku pozostał również przy takich grach Rockstar North, jak Red Dead Redemption (2010), L.A. Noire (2011) i Grand Theft Auto V (2013).
W roku 2005 wygrał (ex aequo z Samem Houserem, prezesem Rockstar Games) jedną z najbardziej prestiżowych nagród Brytyjskiej Akademii Sztuk Filmowych i Telewizyjnych, za wybitny wkład w branży gier komputerowych.
W czerwcu 2014 zdecydował się na zakup Kościoła Świętego Szczepana w Stockbridge za sumę ponad 500 000 funtów szterlingów. 1 września 2014 roku po premierze Grand Theft Auto V udał się na urlop, a w styczniu 2016 studio Rockstar North potwierdziło jego odejście z pracy. W ramach nowego studia Build a Rocket Boy (dofinansowanego w ramach startupu) wydał grę MindsEye (2025).

## Wykaz gier

### Jako producent
- Grand Theft Auto III (2001)
- Grand Theft Auto: Vice City (2002)
- Grand Theft Auto: San Andreas (2004)
- Grand Theft Auto: Liberty City Stories (2005)
- Grand Theft Auto: Vice City Stories (2006)
- Manhunt 2 (2007)
- Grand Theft Auto IV (2008)
- Grand Theft Auto IV: The Lost and Damned (2009)
- Grand Theft Auto: Chinatown Wars (2009)
- Grand Theft Auto: The Ballad of Gay Tony (2009)
- Red Dead Redemption (2010)
- L.A. Noire (2011)
- Max Payne 3 (2012)
- Grand Theft Auto V (2013)
- MindsEye(inne języki) (2025)